# Haseltonia: Yearbook of the Cactus and Succulent Journal
Haseltonia: Yearbook of the Cactus and Succulent Journal (abreviado Haseltonia) fue una revista con descripciones botánicas especializada en plantas suculentas, que fue editada por Cactus and Succulent Society of America. Se editaron dos volúmenes en 1994.